# Aksy
Aksyjskij Rajon (ryska: Аксыйский Район) är ett distrikt i Kirgizistan.   Det ligger i oblastet Zjalal-Abad Oblusu, i den västra delen av landet, 260 km sydväst om huvudstaden Bisjkek.
Följande samhällen finns i Aksyjskij Rajon:
- Karavan